# Arrhenotettix
Arrhenotettix is een geslacht van rechtvleugeligen uit de familie sabelsprinkhanen (Tettigoniidae). De wetenschappelijke naam van dit geslacht is voor het eerst geldig gepubliceerd in 1918 door Caudell.

## Soorten
Het geslacht Arrhenotettix omvat de volgende soorten:
- Arrhenotettix austerus Beier, 1949
- Arrhenotettix calcaratus Caudell, 1918
- Arrhenotettix valgus Beier, 1949